# Жозефина Брунсвик
Графиня Жозефина Брунсвик де Коромпа (на унгарски: Brunszvik Jozefina) е унгарска аристократка и може би най-важната жена в живота на Лудвиг ван Бетховен.

## Биография
Родена е на 28 март 1779 г. в Пресбург, Кралство Унгария, днес Братислава в Словакия. Баща ѝ Антон умира през 1792 г., оставяйки жена си Ана Зееберг с четири малки деца. Останалите три са Терез Брунсвик (1775 – 1861), Франц (1777 – 1849), единствения син и носител на завещанието и Шарлоте (1782 – 1843). Семейство Брунсвик живее в замък в Мартонвашар близо до Будапеща, но семейството има замък и в Коромпа, днес Долна Крупа в Словакия.
Жозефина и сестрите и са обучавани от частни учители на езици и класическа литература. И четиримата се оказват талантливи музиканти. Франц става известен виолончелист, а момичетата свирят на пиано и най-вече Жозефина. Те харесват особено много музиката на Лудвиг ван Бетховен, който през 1790-те се установява във Виена като пианист.
През май 1799 година, Ана отвежда Терез и Жозефина във Виена, за да помоли Бетховен да им дава уроци по пиано. Бетховен по-късно пише, че е трябвало да потисне любовта си към Жозефина,, а тя се е чувствала „ентусиазирана“ спрямо него. Обаче тя е обещана да се омъжи за доста по-стария граф Йозеф Дейм (р. 1752), тъй като майка ѝ де нуждаела от богат зет от равно социално потекло на тяхното. След някои първоначални (главно финансови) трудности Жозефина и графа създават относително щастливи отношения, а Бетховен, продължавайки да бъде учител на Жозефина е редовен техен посетител. Жозефина ражда три деца в бърза последователност и е бременна с четвърто дете, когато граф Дейм умира внезапно от пневномия през януари 1804 г.

## Живот като вдовица
Бетховен продължава често да вижда младата вдовица (по-скоро прекалено често, както скоро забелязва сестра ѝ Шарлоте),) и ѝ пише все по-страстни любовни писма (15 от които оцеляват, макар да не са публикувани до 1957 г.).
Жозефина отговаря мило (нито една от нейните писма не е оцеляло, а само няколко чернови, които тя е запазила), но очевидно се опитва да пази отношенията в тайна. През март/април 1805 г. Бетховен обяснява надълго и нашироко на Жозефина, че няма нужда да се притеснява след като нейния патрон принц Лихновски е открил автографа на песента An die Hoffnung с тайното посвещение към Жозефина на бюрото на Бетховен (по-късно публикувана без посвещението). Бетховен композира не само тази песен (Op. 32), но и силно лирична композиция за пиано Andante favori WoO 57, музикална декларация за любов, специално за Жозефина (мислена от някои като предназначена за оригиналното средно действие в буреносната Waldstein Sonata Op. 53, отхвърлена за своята чувственост към аскетичното, инстроспективно въведение към заключителния рондо финал.
Семейство Брунсвик увеличава натиска, за да се прекратят отношенията. Тя не може да очаква да се омъжи за Бетховен, обикновен гражданин, поради простата причина, че ще изгуби попечителството над аристократичните си деца.
Към края на 1807 г. Жозефина започнала да се поддава на натиска на семейството си и да се отдръпва от Бетховен; тя не е била в дома си, когато той дошъл да я види. Това впоследствие погрешно е интепретирано като „охлаждане“ на нейната любов. Бетховен по-късно ще ѝ напомни това, за което, може би, я моли в писмото си за „Безсмъртната любима“: но, но никога не се крий от мен.

## Втори брак
През 1808 г. Терез се присъединява към сестра си на дълго пътешествие, което ги отвежда до Ивердон в Швейцария, където се срещат с прочутия педагог Песталоци, за да открият учител на двата сина на Жозефина. Човекът, който им е препоръчан е естонския барон Кристоф фон Стакелберг (1777 – 1841), който се присъединява към тях по време на обратното им пътуване към Австрия през Женева, Южна Франция и Италия. По време на зимата на 1808/9 те пресичат Алпите и Жозефина се разболява сериозно на няколко пъти. От по-късно бележки в дневника на Терез и писмо от Стакелберг от 1815 г. се разбира, че Жозефина е била прекалено слаба, за да устои на неговата любовна настойчивост и резултата е, че тя вече е бременна, когато двете сестри се завръщат със Стакелберг в Унгария през лятото на 1809 г.
Стакелберг като непознат от по-нисък ранг, не е католик е отхвърлен веднага от държащите на статуса Брунсвик. Първото дете на Жозефина от Стакелберг, Мария Лаура е родено тайно (декември 1809). Майката Ана фон Брунсвик много неохотно дава писменото си съгласие за брака, не само, за да даде на детето баща, но и защото Стакелберг заплашва да прекрати обучение на децата от Дейм. Сватбата се състои на място без гости през февруари 1810 година в Естергом (Гран), унгарски град.
Вторият брак на Жозефина е нещастен още от първия ден и се влошава още повече впоследствие. След като се ражда втората ѝ дъщеря Теофиле (точно 9 месеца след сватбата), тя се разболява отново и през 1811 г. решава да не спи със Стакелберг повече. Двойката също има сериозни несъгласие относно методите на обучение. Последната капка и наистина главната причина за необратимата раздяла е провалената покупка на скъпо имение в Уитшап, Моравия, което Стакелберг не успява да финансира и което води до тяхната пълна финансова разруха.

## 1812
След много загубени дела, изнервящи спорове и аргументи, които правят Жозефина отчаяна, Стакелберг я напуска (може би през 1812 г., вероятно поради религиозен стимул, за да намери утеха в молитва и благочестиво съзерцание). Това не помага на Жозефина, която се нуждае спешно от пари и която и без това страда.
Според въведеното в дневника си от юни 1812 г., Жозефина има явно намерение да отиде до Прага. На този етап, обаче, дневниците на сестра ѝ Терез и нейния свършват внезапно и продължават чак 2 месеца по-късно.
Междувременно Бетховен пътува до Теплиц през Прага, където на 3 юли 1812 г. трябва да е срещнал жена, която впоследствие нарича неговата „Безсмъртна любима“ в писмо писано на 6/7 юли (което пази за себе си).
Главната грижа на Жозефина е да запази попечителството на четирите си деца от Дейм и тя успява да открие нов modus vivendi (съгласие между две страни) с нейния отчужден съпруг през август 1812 г. Главната точка на този нов брачен договор е, че Стакелберг има в писмена форма написано, че може да я напусне по всяко време, което той впоследствие прави, когато се ражда дъщеря им Минона на 8 април 1813 г. (възможно е той да е подозирал, че тя не е негово дете).

## Раздяла
През 1814 г. Стакелберг се завръща отново да вземе „своите“ деца (включително Минона). Жозефина отказва и той вика полицията, за да вземе трите деца насила. Обаче, както се оказва, Стакелберг не взема трите деца в дома си в Естония, вместо това той тръгва да пътува отново по света, като ги захвърля в църковно място в Бохемия.
Жозефина, сама и все по-болна, „наема съмнителния учител по математика Андриан [Карл Едуард фон Андреан-Вербург]... тя постепенно попада под неговата харизма, забременява и ражда дъщеря Емили [на 16 септември 1815], скривайки я в колиба“ Междувременно Стакелберг получава наследство (негов брат умира) и отива във Виена през април 1815 г., за да вземе Жозефина. Бидейки бременна и поради отдавна непоправимо разрушената връзка, тя отказва. Стакелберг реагира като и пише дълго писмо, показващо колко много я „презира“, и отива в полицията да я наклевети: полицейският рапорт от 30 юни 1815 г. за „репутацията“ на Жозефина вероятно се основава на показанията на Стакелберг за предполагаема инцестна случка между децата ѝ.
Жозефина тогава изхвърля Адриан, който взема незаконната си дъщеря и я отглежда сам (тя умира две години по-късно от дребна шарка). След това следват още редица травматични случки: Франц Лейер в Траутенау пише на 29 декември 1815 г. че при него има три млади дъщери при себе си, но Стакелберг отдавна е спрял да изпраща пари. Жозефина и Терез, въодушевени да ги чуят отново след почти две години, събират колкото се може повече пари и ги изпращат на Лейер, който скоро след това предлага да отведе децата в дома им при майка им, където те принадлежат, предвид факта, че техния баща липсва. Когато вече си е помислила Жозефина, че ще ги види съдбата се намесва и брата на Стакелберг, Ото се завръща в Траутенау, за да ги отведе.
Има свидетелство, че Жозефина и Бетховен са били в Баден-Баден през лятото на 1816 г., където най-вероятно са се срещнали и дори изглежда, че са го планирали: Жозефина е поискала паспорт, за да пътува до немския спа център Бад Пирмонт, но не отива там в крайна сметка. Интригуващо през август 1816 г., Бетховен вписва в дневника си: „не в П – т, но с П. – дискутирайки най-добрия начин, по който да се уреди.“

## Смърт
Животът на Жозефина приключва с увеличаваща се агония и мизерия: четирите деца на Дейм, сега тийнейджъри тръгват по свои пътища (момчетата се присъединяват към армията, за ужас на тяхната лежащо болна майка)), трите дъщери от брака със Стакелберг са изчезнали, сестра ѝ Терез се оттегля, брат ѝ Франц спира да праща пари, както прави и майка ѝ Ана, която пише на Жозефина писмо, за да ѝ каже, че всичко е по нейна вина.
Графиня Жозефина фон Брунсвик умира на 31 март 1821 г. на 42 години. През тази година Бетховен композира своята последна Сонати за пиано Op. 110 и Op. 111, смятано от много музиколози за чисти реквиеми с доловими спомени за „Темата Жозефина“, Andante favori.